# Deserti e macchia xerofila

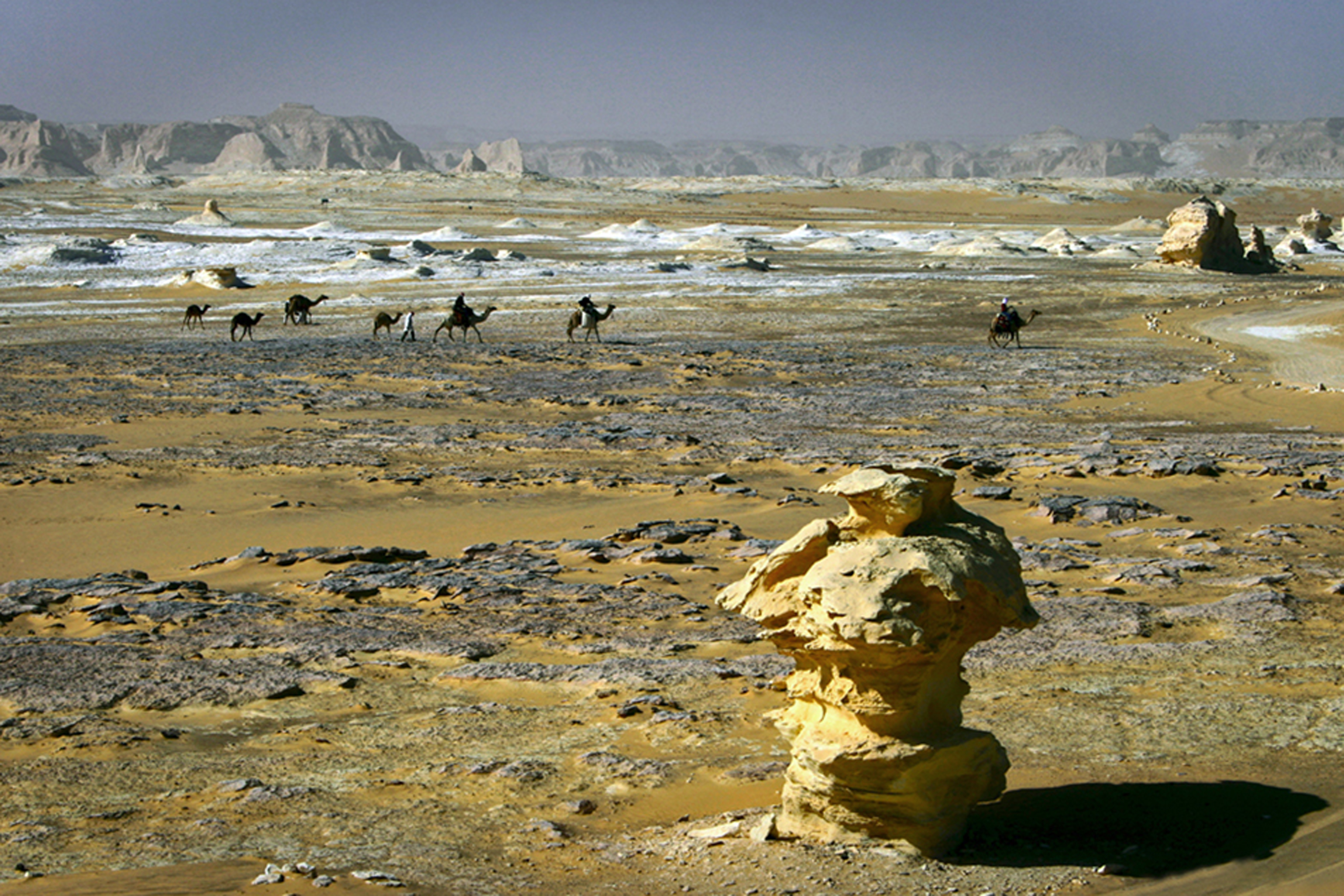
Carovana attraverso il deserto bianco in Egitto

Il bioma costituito da deserti e macchia xerofila è caratterizzato dal fatto di ricevere una minima quantità di precipitazioni, convenzionalmente meno di 250 mm all'anno. Questi ambienti, suddivisi in 99 ecoregioni dal WWF, costituiscono il bioma più esteso sulle terre emerse, coprendo il 19% della superficie.

Distribuzione del bioma

## Caratteristiche
I deserti e le macchie xerofile ospitano una notevole varietà di biodiversità, sia vegetale, sia - per quanto riguarda la fauna - in termini di rettili, che presentano numerosi endemismi in alcune di queste ecoregioni. Molte specie sono adattate alla sopravvivenza in condizioni di perdurante siccità e abituate a fare un uso razionato della poca acqua disponibile: le fonti d'acqua e gli ambienti ripariani sono critici per la sopravvivenza di molte specie.
La produttività biologica è limitata e quindi il contenuto organico dei suoli è ridotto, anche nello strato superficiale, dove - al contrario - la forte evaporazione tende a far aumentare la concentrazione dei sali.
L'ambiente desertico ha una limitata capacità di adattamento e le alterazioni ambientali causate dal pascolo, dalla lavorazione del suolo, dagli incendi e simili creano dei problemi seri di ricostituzione dell'ambiente. L'introduzione di specie esotiche, per lo stesso motivo, può essere un problema grave.

## Desertificazione
La conversione delle terre aride produttive in deserti è conosciuta come desertificazione e può accadere per diversi motivi. Uno è l'intervento umano, sotto forma di agricoltura intensiva, arature o sovrapascolo in aree che non potrebbero sopportare questo tipo di utilizzo. Anche le variazioni climatiche, come il riscaldamento globale o il ciclo di Milanković (che prevede la successione di glaciazione e periodo interglaciale), naturalmente influenzano la distribuzione dei deserti sulla Terra.

## Ecoregioni
Secondo la classificazione elaborata dal WWF, il bioma comprende le seguenti ecoregioni terrestri:
| Ecozona       | Ecoregione                                                      | Codice WWF | Paesi |
| ------------- | --------------------------------------------------------------- | ---------- | --- |
| Afrotropicale | Macchia xerofila di Aldabra                                     | AT1301     | Seychelles |
| Afrotropicale | Deserto costiero nebbioso della penisola arabica                | AT1302     | Arabia Saudita, Yemen, Oman                                                                                                |
| Afrotropicale | Boscaglie xerofile montane del Sahara orientale                 | AT1303     | Ciad, Sudan |
| Afrotropicale | Deserto costiero dell'Eritrea                                   | AT1304     | Eritrea, Gibuti |
| Afrotropicale | Praterie e macchie xerofile dell'Etiopia                        | AT1305     | Eritrea, Etiopia, Gibuti, Somalia, Sudan                                                                                   |
| Afrotropicale | Deserto e semideserto del golfo di Oman                         | AT1306     | Emirati Arabi Uniti, Oman                                                                                                  |
| Afrotropicale | Praterie e macchie di Hobyo                                     | AT1307     | Somalia |
| Afrotropicale | Macchia xerofila di Europa e Bassas da India                    | AT1308     | Francia (isole Europa e Bassas da India)                                                                                   |
| Afrotropicale | Savana xerofila del Kalahari                                    | AT1309     | Botswana, Namibia, Sudafrica                                                                                               |
| Afrotropicale | Deserto del Kaokoveld                                           | AT1310     | Angola, Namibia |
| Afrotropicale | Foresta spinosa del Madagascar                                  | AT1311     | Madagascar |
| Afrotropicale | Foreste succulente del Madagascar                               | AT1312     | Madagascar |
| Afrotropicale | Praterie e macchie xerofile masai                               | AT1313     | Etiopia, Kenya |
| Afrotropicale | Karoo nama                                                      | AT1314     | Namibia, Sudafrica |
| Afrotropicale | Deserto del Namib                                               | AT1315     | Namibia |
| Afrotropicale | Savana alberata della Namibia                                   | AT1316     | Angola, Namibia |
| Afrotropicale | Deserto costiero del mar Rosso                                  | AT1317     | Egitto, Sudan |
| Afrotropicale | Macchia xerofila di Socotra                                     | AT1318     | Yemen |
| Afrotropicale | Boscaglie xerofile montane della Somalia                        | AT1319     | Somalia |
| Afrotropicale | Savana pedemontana dell'Arabia sud-occidentale                  | AT1320     | Arabia Saudita, Oman, Yemen                                                                                                |
| Afrotropicale | Boscaglie montane dell'Arabia sud-occidentale                   | AT1321     | Arabia Saudita, Yemen |
| Afrotropicale | Karoo succulento                                                | AT1322     | Namibia, Sudafrica |
| Australasiana | Macchia xerofila di Carnarvon                                   | AA1301     | Australia |
| Australasiana | Macchia xerofila della Catena centrale                          | AA1302     | Australia |
| Australasiana | Deserto di Gibson                                               | AA1303     | Australia |
| Australasiana | Gran Deserto Sabbioso-Tanami                                    | AA1304     | Australia |
| Australasiana | Gran Deserto Victoria                                           | AA1305     | Australia |
| Australasiana | Macchia xerofila del Nullarbor Plain                            | AA1306     | Australia |
| Australasiana | Macchia del Pilbara                                             | AA1307     | Australia |
| Australasiana | Deserto di Simpson                                              | AA1308     | Australia |
| Australasiana | Deserto pietroso di Tirari-Sturt                                | AA1309     | Australia |
| Australasiana | Macchia a mulga dell'Australia occidentale                      | AA1310     | Australia |
| Indomalese    | Foreste spinose del Deccan                                      | IM1301     | India, Sri Lanka |
| Indomalese    | Deserto della valle dell'Indo                                   | IM1302     | Pakistan |
| Indomalese    | Foreste spinose nord-occidentali                                | IM1303     | India, Pakistan |
| Indomalese    | Deserto del Thar                                                | IM1304     | India, Pakistan |
| Neartica      | Deserto della Baja California                                   | NA1301     | Messico |
| Neartica      | Matorral del Messico centrale                                   | NA1302     | Messico |
| Neartica      | Deserto di Chihuahua                                            | NA1303     | Messico, Stati Uniti d'America                                                                                             |
| Neartica      | Arbusteto dell'altopiano del Colorado                           | NA1304     | Stati Uniti d'America |
| Neartica      | Steppa arbustiva del Gran Bacino                                | NA1305     | Stati Uniti d'America |
| Neartica      | Macchia xerofila del golfo di California                        | NA1306     | Messico |
| Neartica      | Matorral della Meseta centrale                                  | NA1307     | Messico |
| Neartica      | Deserto del Mojave                                              | NA1308     | Stati Uniti d'America |
| Neartica      | Snake-Columbia shrub steppe                                     | NA1309     | Stati Uniti d'America |
| Neartica      | Deserto di Sonora                                               | NA1310     | Messico, Stati Uniti d'America                                                                                             |
| Neartica      | Matorral di Tamaulipan                                          | NA1311     | Messico |
| Neartica      | Mezquital di Tamaulipan                                         | NA1312     | Messico, Stati Uniti d'America                                                                                             |
| Neartica      | Steppa arbustiva del bacino del Wyoming                         | NA1313     | Stati Uniti d'America |
| Neotropicale  | Macchia xerofila di Araya e Paria                               | NT1301     | Venezuela |
| Neotropicale  | Macchia a Cactacee di Aruba-Curaçao-Bonaire                     | NT1302     | Aruba, Messico |
| Neotropicale  | Deserto di Atacama                                              | NT1303     | Cile |
| Neotropicale  | Caatinga                                                        | NT1304     | Brasile |
| Neotropicale  | Macchia xerofila di Cayman                                      | NT1305     | Isole Cayman |
| Neotropicale  | Macchia a Cactacee di Cuba                                      | NT1306     | Cuba |
| Neotropicale  | Macchia xerofila delle Galápagos                                | NT1307     | Ecuador |
| Neotropicale  | Macchia xerofila di Guajira-Barranquilla                        | NT1308     | Colombia, Venezuela |
| Neotropicale  | Arbusteto xerofilo della costa venezuelana                      | NT1309     | Venezuela |
| Neotropicale  | Macchia xerofila delle Piccole Antille                          | NT1310     | Anguilla, Antigua e Barbuda, Guadalupa, Isole Vergini Americane, Isole Vergini britanniche, Saint Barthélemy, Saint Martin |
| Neotropicale  | Macchia xerofila di Malpelo                                     | NT1311     | Colombia |
| Neotropicale  | Macchia spinosa della valle di Motagua                          | NT1312     | Guatemala |
| Neotropicale  | Macchia xerofila di Paraguana                                   | NT1313     | Venezuela |
| Neotropicale  | Macchia xerofila di San Luca                                    | NT1314     | Messico |
| Neotropicale  | Deserto di Sechura                                              | NT1315     | Cile, Perù |
| Neotropicale  | Matorral della valle di Tehuacán                                | NT1316     | Messico |
| Neotropicale  | Macchia xerofila delle isole di Sopravento meridionali          | NT1317     | Barbados, Dominica, Grenada, Martinica, Santa Lucia, Trinidad e Tobago                                                     |
| Neotropicale  | St. Peter and St. Paul Rocks                                    | NT1318     | Brasile |
| Paleartica    | Semi-deserto dei monti afghani                                  | PA1301     | Afghanistan |
| Paleartica    | Semi-deserto dell'Alashan                                       | PA1302     | Cina, Mongolia |
| Paleartica    | Deserto arabico e macchia xerofila saharo-arabica               | PA1303     | Arabia Saudita, Egitto, Emirati Arabi Uniti, Giordania, Iran, Iraq, Israele, Kuwait, Oman, Qatar, Yemen                    |
| Paleartica    | Deserto costiero atlantico                                      | PA1304     | Mauritania, Sahara Occidentale                                                                                             |
| Paleartica    | Steppa e macchia desertica dell'Azerbaigian                     | PA1305     | Azerbaigian, Georgia, Iran                                                                                                 |
| Paleartica    | Semi-deserto di Badkhyz e Karabil                               | PA1306     | Afghanistan, Iran, Tagikistan, Turkmenistan, Uzbekistan                                                                    |
| Paleartica    | Boschi xerofili del Belucistan                                  | PA1307     | Afghanistan, Pakistan |
| Paleartica    | Deserto della depressione caspica                               | PA1308     | Iran, Kazakistan, Russia, Turkmenistan                                                                                     |
| Paleartica    | Boschi xerofili dei monti afghani centrali                      | PA1309     | Afghanistan |
| Paleartica    | Deserto dell'Asia centrale settentrionale                       | PA1310     | Kazakistan, Kirghizistan, Uzbekistan                                                                                       |
| Paleartica    | Boschi ripariani dell'Asia centrale                             | PA1311     | Kazakistan, Turkmenistan, Uzbekistan                                                                                       |
| Paleartica    | Deserto dell'Asia centrale meridionale                          | PA1312     | Kazakistan, Turkmenistan, Uzbekistan                                                                                       |
| Paleartica    | Bacini desertici dell'Iran centrale                             | PA1313     | Afghanistan, Iran |
| Paleartica    | Steppa desertica del Gobi orientale                             | PA1314     | Cina, Mongolia |
| Paleartica    | Steppa desertica delle valli lacustri del Gobi                  | PA1315     | Mongolia |
| Paleartica    | Steppa desertica del bacino dei Grandi laghi                    | PA1316     | Mongolia, Russia |
| Paleartica    | Semi-deserto del bacino di Zungaria                             | PA1317     | Cina, Kazakistan, Mongolia                                                                                                 |
| Paleartica    | Semi-deserto del Kazakistan                                     | PA1318     | Kazakistan |
| Paleartica    | Semi-deserto del Kopet Dag                                      | PA1319     | Iran, Turkmenistan |
| Paleartica    | Deserto arbustivo della Mesopotamia                             | PA1320     | Giordania, Iran, Iraq, Israele, Siria                                                                                      |
| Paleartica    | Steppa e boscaglie del Sahara settentrionale                    | PA1321     | Algeria, Egitto, Libia, Marocco, Mauritania, Sahara Occidentale, Tunisia                                                   |
| Paleartica    | Boschi xerofili del Paropamiso                                  | PA1322     | Afghanistan, Tagikistan |
| Paleartica    | Semi-deserto e deserto del golfo Persico                        | PA1323     | Arabia Saudita, Emirati Arabi Uniti, Iraq, Kuwait, Qatar                                                                   |
| Paleartica    | Semi-deserto del bacino del Qaidam                              | PA1324     | Cina |
| Paleartica    | Semi-deserto e deserto tropicale nubico-sinaitico del Mar Rosso | PA1325     | Arabia Saudita, Georgia, Giordania, Iraq, Israele, Oman, Yemen                                                             |
| Paleartica    | Deserto sabbioso del Pakistan settentrionale e Registan         | PA1326     | Afghanistan, Iran, Pakistan                                                                                                |
| Paleartica    | Deserto del Sahara centrale                                     | PA1327     | Algeria, Ciad, Egitto, Libia, Mali, Mauritania, Niger, Sudan                                                               |
| Paleartica    | Deserto e semi-deserto nubo-sindiano dell'Iran meridionale      | PA1328     | Afghanistan, Iran, Iraq |
| Paleartica    | Steppa e boscaglie del Sahara meridionale                       | PA1329     | Algeria, Ciad, Egitto, Mali, Mauritania, Niger, Sudan                                                                      |
| Paleartica    | Deserto di Taklamakan                                           | PA1330     | Cina |
| Paleartica    | Boscaglie xerofile montane del Tibesti-Jebel Uweinat            | PA1331     | Ciad, Egitto, Libia, Sudan                                                                                                 |
| Paleartica    | Boschi xerofili montani del Sahara occidentale                  | PA1332     | Algeria, Libia, Mali, Mauritania, Niger                                                                                    |

## Galleria d'immagini

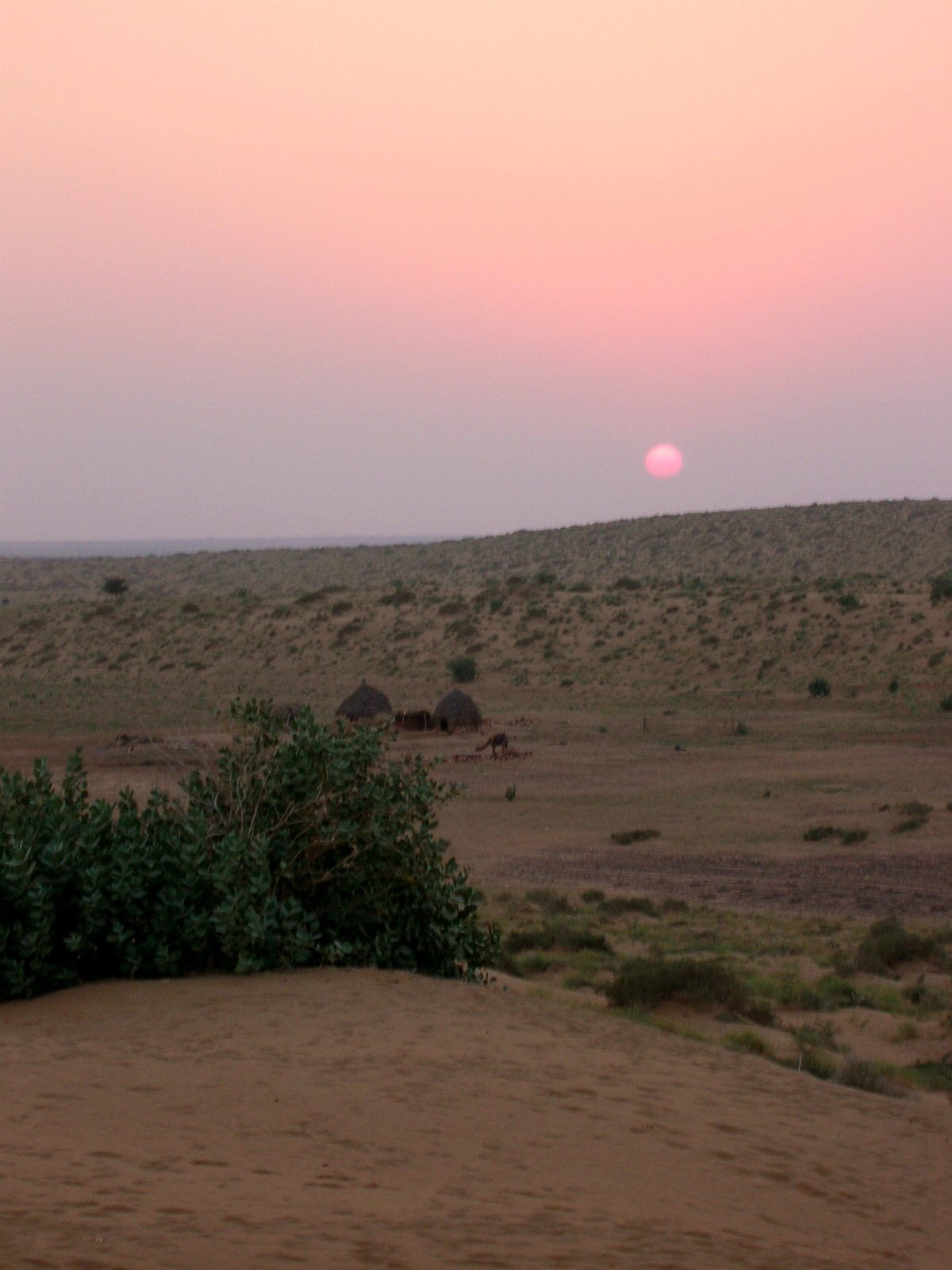
Il deserto del Thar in India
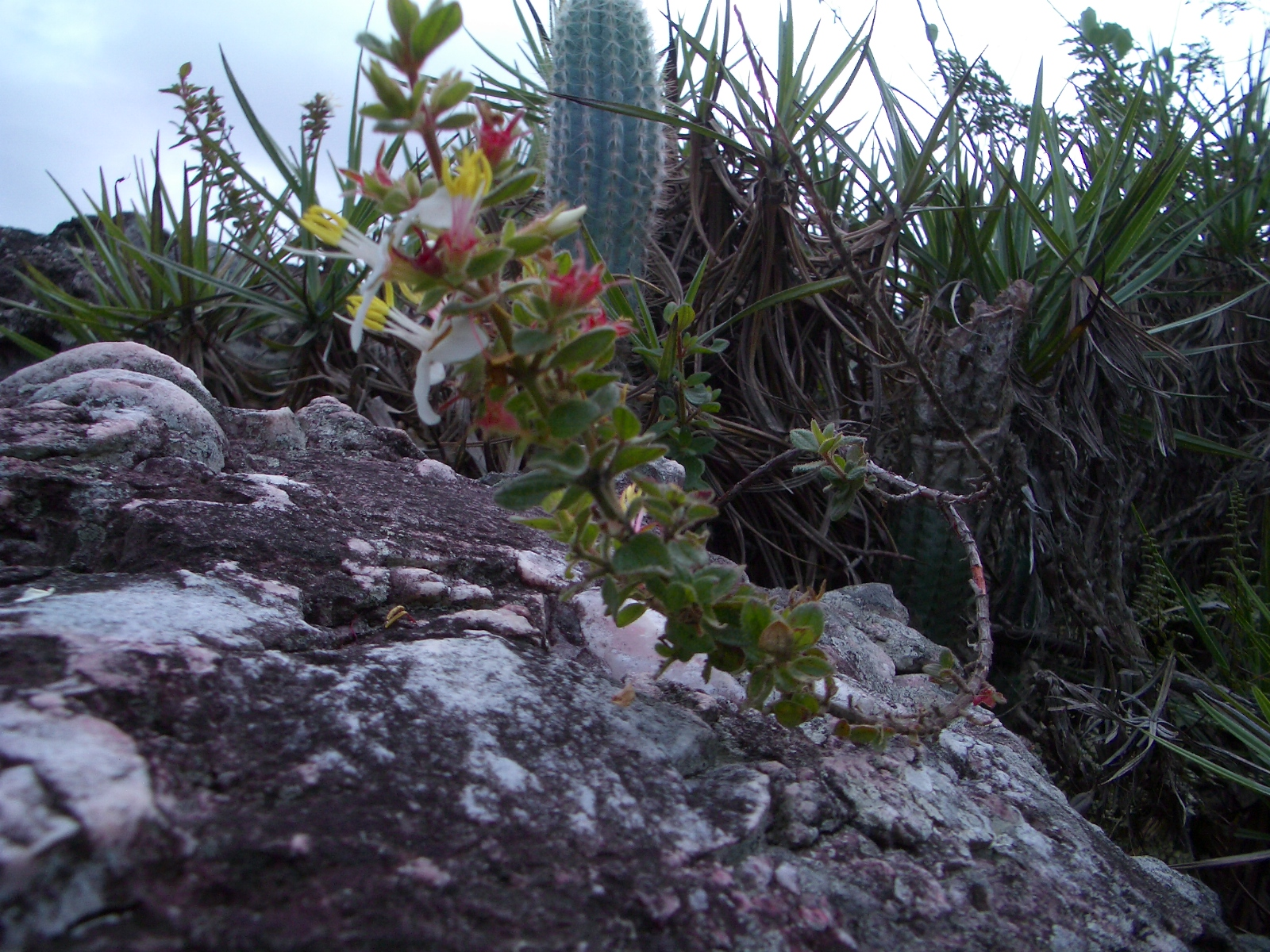
La flora della Chapada Diamantina, in Brasile
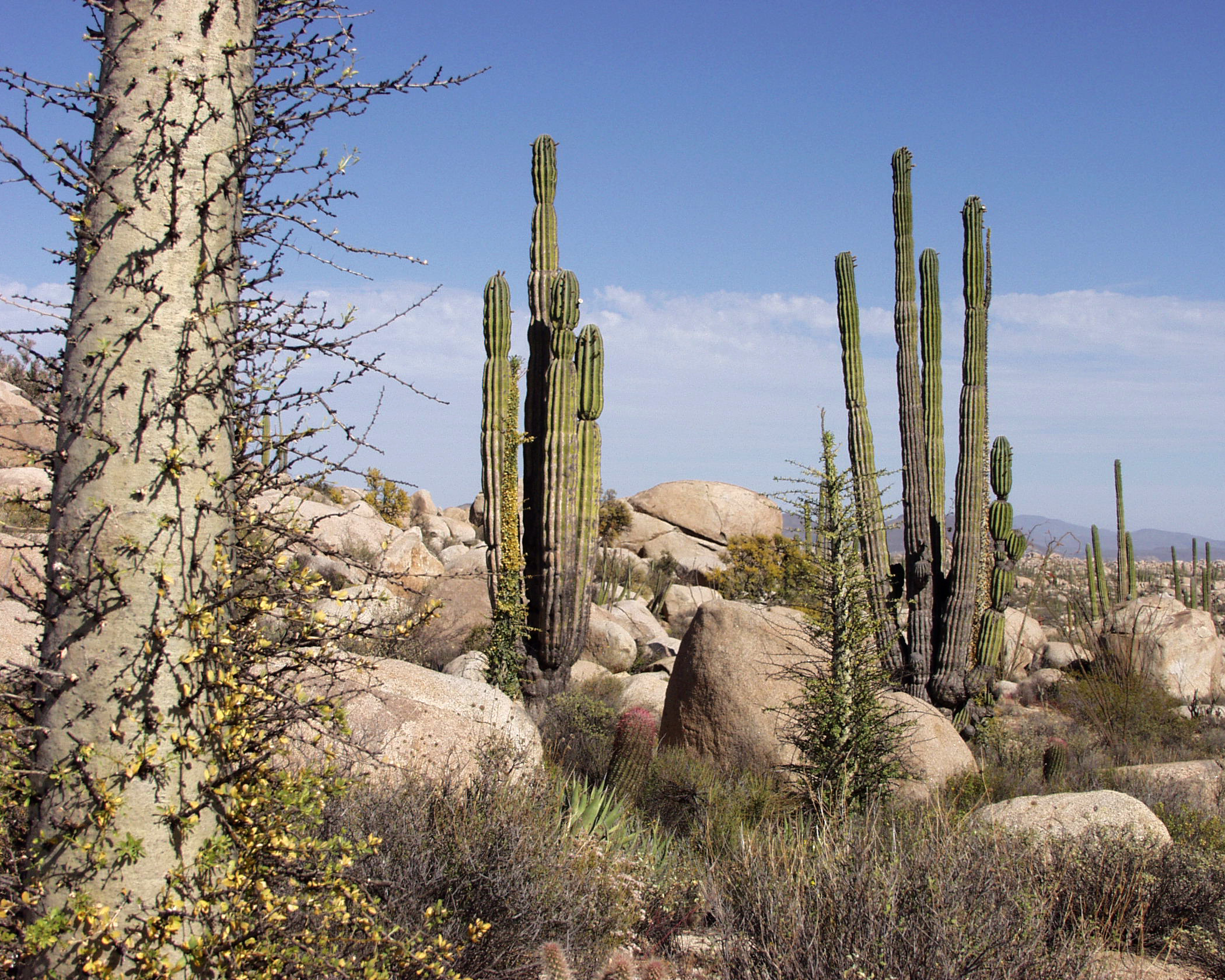
Cactaceae nella Baja california
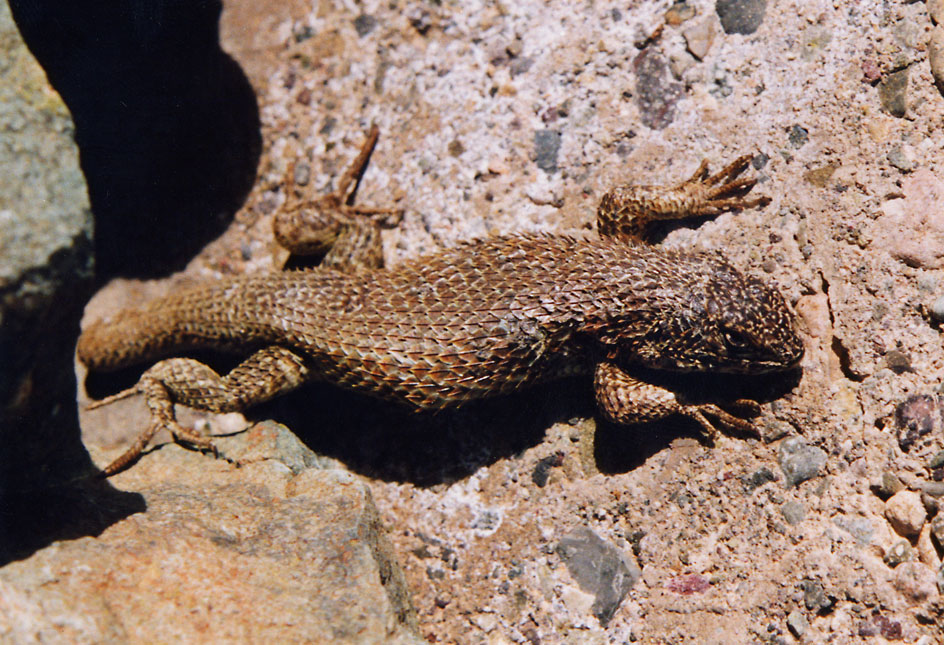
Lucertola (Liolaemus nitidus) nel deserto di Atacama
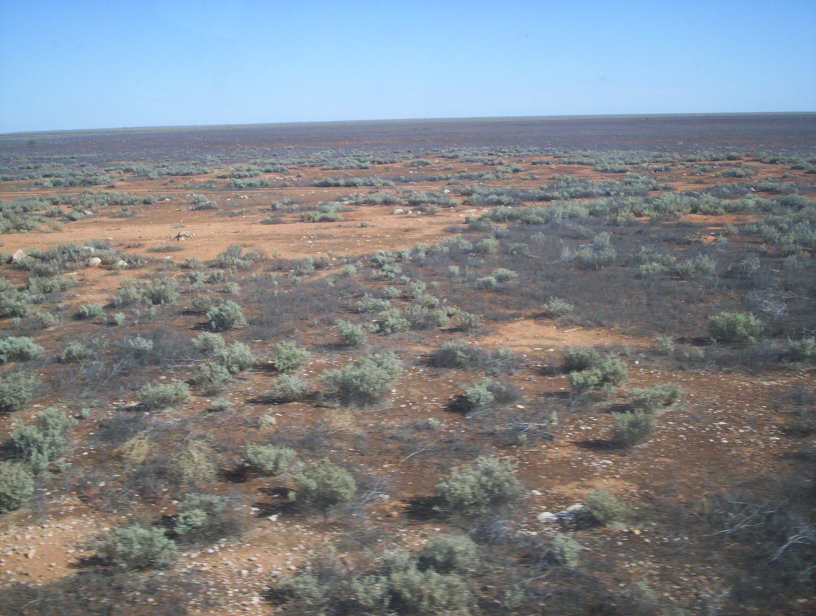
Il deserto di Nullarbor in Australia meridionale